# Olympische Jugend-Sommerspiele 2018/Teilnehmer (Norwegen)
| Gelbes Symbol für Goldmedaillen mit stilisierten Olympischen Ringen | Graues Symbol für Silbermedaillen mit stilisierten Olympischen Ringen | Braundes Symbol für Bronzemedaillen mit stilisierten Olympischen Ringen |
| ------------------------------------------------------------------- | --------------------------------------------------------------------- | ----------------------------------------------------------------------- |
| 2                                                                   | 1                                                                     | 3                                                                       |

Die Jugend-Olympiamannschaft aus Norwegen für die III. Olympischen Jugend-Sommerspiele vom 6. bis 18. Oktober 2018 in Buenos Aires (Argentinien) bestand aus sechzehn Athleten.

## Athleten nach Sportarten

### Badminton
Jungen
- Markus Barth
Einzel: 9. Platz
Mannschaft Mixed: Silber  (im Team Omega)

### Beachvolleyball
Mädchen
- Emilie Olimstad
- Frida Berntsen
Bronze

### Golf
| Mädchen - Emilie Øverås Einzel: 5. Platz Mixed: 12. Platz | Jungen - Bård Bjørnevik Skogen Einzel: 11. Platz Mixed: 12. Platz |

### Karate
Mädchen
- Annika Sælid
Klasse über 59 kg: Gold

### Rudern
Jungen
- Nicolai Enstad Haraldseth
Einer: 16. Platz

### Schwimmen
| Mädchen - Malene Rypestøl 50 m Rücken: 14. Platz (Halbfinale) 200 m Lagen: 14. Platz (Vorrunde) - Ingeborg Løyning 50 m Rücken: 13. Platz (Halbfinale) 100 m Rücken: 13. Platz (Halbfinale) 200 m Rücken: 13. Platz (Vorrunde) | Jungen - André Klippenberg Grindheim 50 m Brust: 12. Platz (Halbfinale) 100 m Brust: 14. Platz (Halbfinale) 200 m Brust: 14. Platz (Vorrunde) - Tomoe Zenimoto Hvas 50 m Rücken: Bronze 100 m Rücken: Rückzug nach Halbfinale 50 m Schmetterling: Silber 100 m Schmetterling: DNS 200 m Lagen: Gold |

Mixed
- 4 × 10 m Lagen: 4. Platz

### Segeln
Mädchen
- Helle Oppedal
Techno 293+: 16. Platz

### Taekwondo
Jungen
- Milos Pilopovic
Klasse über 73 kg: Viertelfinale

### Turnen
| Mädchen - Josephine Juul Møller (Rhythmische Sportgymnastik) Einzelmehrkampf: 24. Platz Jungen - Jacob Karlsen (Geräteturnen) Einzelmehrkampf: 18. Platz Pferd: Bronze |

### Wasserspringen
Mädchen
- Helle Tuxen
Kunstspringen 3 m: 13. Platz (Qualifikation)
Turmspringen 10 m: 9. Platz
Mixed: 11. Platz (mit Randal Willars  Mexiko)